# Högerforward (ishockey)

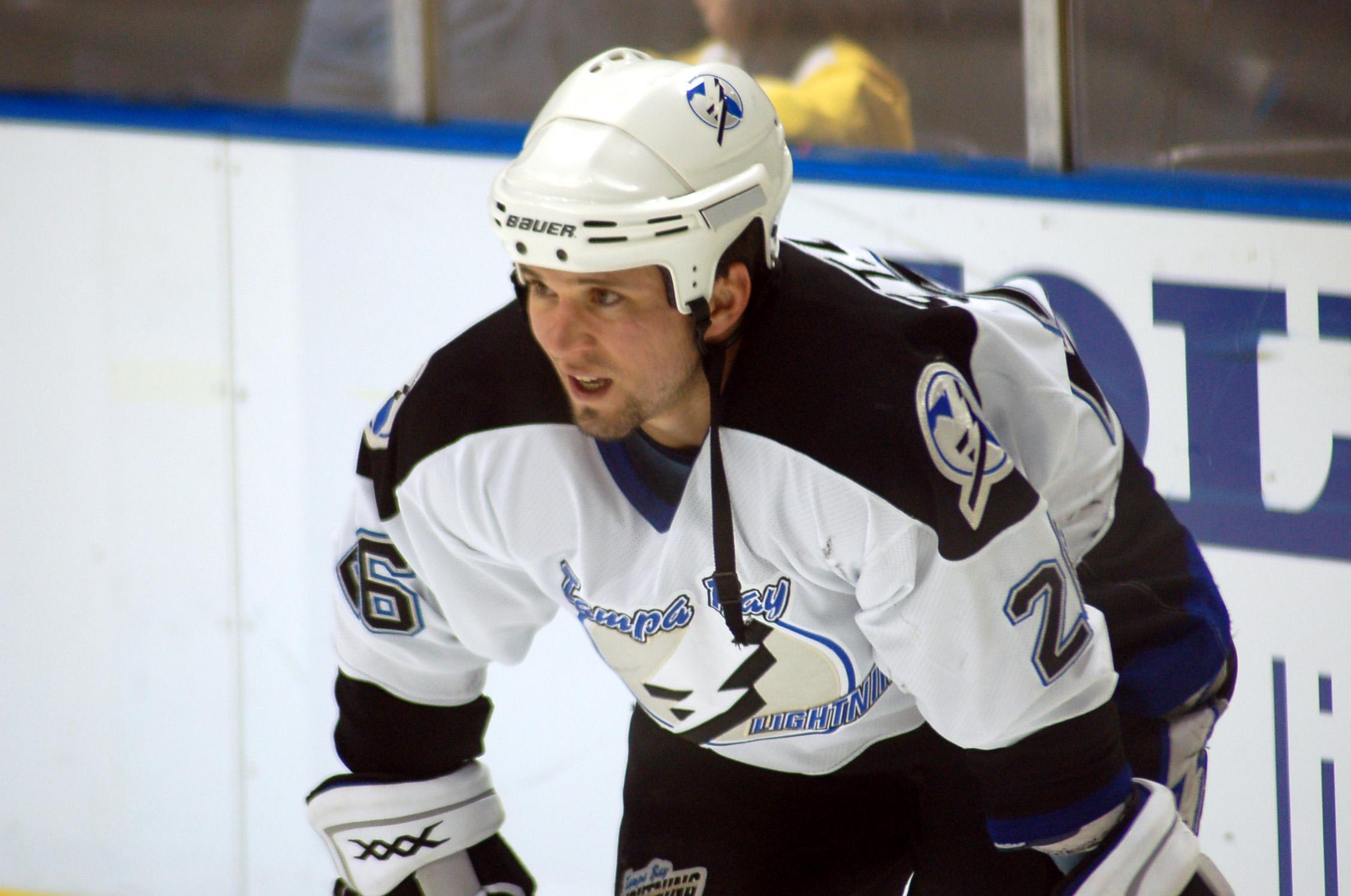
Högerforwarden Martin St. Louis har vunnit NHL:s poängliga två gånger.

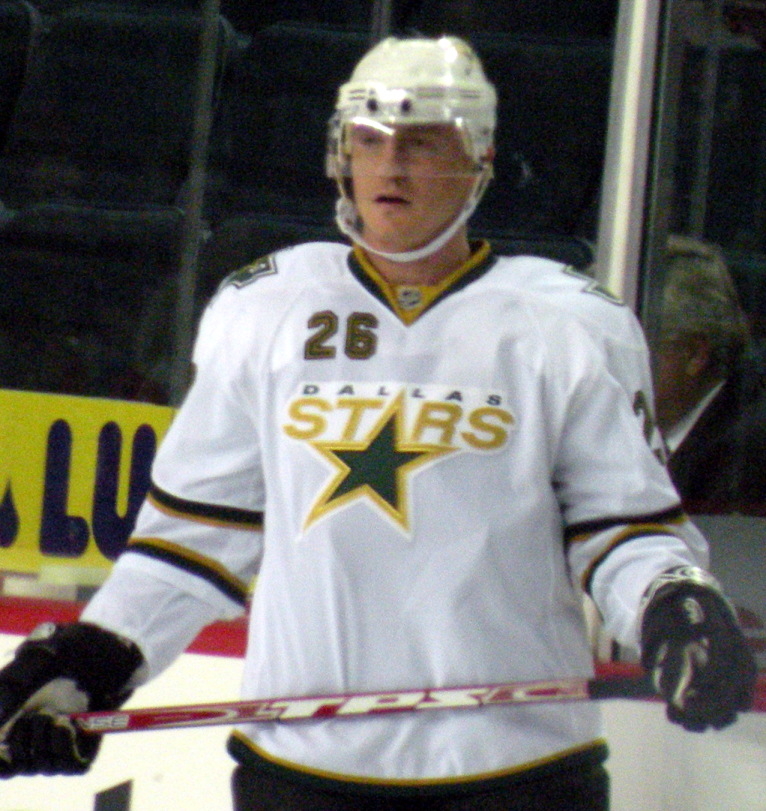
Högerforwarden Jere Lehtinen vann Frank J. Selke Trophy tre gånger.

Högerforward är en spelarposition inom ishockeyn. Högerforwarden är en anfallsspelare med utgångspunkt till höger om centerforwarden i anfallsriktningen. På motsatt sida om centerforwarden håller vänsterforwarden till.

## Spelstil
Högerforwarden är en anfallsspelare som i huvudsak har till uppdrag att verka på och täcka upp den högra sidan av isen i anfallsriktningen. Högerforwarden är ofta en offensiv spelare som är duktig på att göra mål och avsluta anfall uppbyggda av centerforwarden, även om högerforwarden själv lika väl kan vara en kompetent spelfördelare och ligga bakom uppbyggnaden av spelet. Exempel på spelare på positionen som var mer åt det målgörande hållet är Brett Hull, Pavel Bure och Cam Neely medan spelare som Martin St. Louis och Patrick Kane är mer åt det spelfördelande hållet.
Högerforwarden kan även vara en skicklig defensiv spelare. Två spelare på positionen, Jere Lehtinen och Dirk Graham, har vunnit Frank J. Selke Trophy som varje år sedan säsongen 1977–78 tilldelas NHL:s bäste defensive forward.

### Spelare
Berömda spelare som spelade på positionen är bland annat Cecil "Babe" Dye, Gordie Howe, Maurice Richard, Bernie "Boom Boom" Geoffrion, Guy Lafleur, Sergej Makarov, Jari Kurri, Mike Bossy, Jaromir Jagr, Teemu Selänne och Pavel Bure.